# Eucithara abbreviata
Eucithara abbreviata is een slakkensoort uit de familie van de Mangeliidae. De wetenschappelijke naam van de soort is voor het eerst geldig gepubliceerd in 1873 door Garrett.